# Idiosoma planites
Idiosoma planites es una especie de araña migalomorfa del género Idiosoma, familia Idiopidae. Fue descrita científicamente por Faulder en 1985.
Esta especie habita en Nueva Gales del Sur. El caparazón del holotipo masculino mide 7,3 mm de largo y el abdomen 7,7 mm, mientras que el caparazón del paratipo femenino mide 10,0 mm de largo y el abdomen 16,0 mm.